# Casa Museo de La Herrera
La Casa Museo de La Herrera es un museo y casona republicana ubicada en el municipio de Madrid. Su principal objetivo es la preservación y exhibición de artefactos y restos del Periodo Herrera encontrados en el municipio.

## Historia
En el año 2003 mientras se hacía la repavimentación de una de las calles del casco histórico del municipio se encontraron tres esqueletos humanos además de una cantidad considerable de cerámicas que luego de ser extraídos por investigadores de la Universidad Nacional de Colombia se dataron como pertenecientes a la cultura herrera, con aproximadamente 2.300 años de antigüedad. Inmediatamente después del descubrimiento se empieza a plantear la idea de un museo que albergara los restos, proyecto que se materializaría hasta el año 2019. A pesar de esto, solo han sido trasladadas muestras óseas y cerámicas de menor tamaño para la exposición al público. 
Durante la restauración de la casona para la instalación del museo se encuentran en sus paredes ocultos bajo una capa de pintura una serie de frescos hechos con la técnica de Temple de Huevo que narran paisajes del municipio y cuya antigüedad se estima en aproximadamente 140 años, estos son entonces dejados expuestos en las paredes del museo, como parte integral del mismo.

## Salas
El Museo consta de tres salas donde se exhiben restos óseos, cerámicas, pinturas y fotografías que cuentan la historia del municipio y la conformación de la identidad madrileña desde el periodo prehistórico, la cultura herrera, el periodo colonial, siglos XIX y XX hasta llegar a la actualidad.
- Sala 1 - Cultura Herrera: En esta sala se encuentran gran cantidad de cerámicas y restos óseos datados de al menos 2.300 años encontrados en el sitio arqueológico del casco histórico del municipio así como del sitio arqueológico de la vereda el corzo, también pertenecientes a la cultura herrera.

- Sala 2 - De Serrezuela a Madrid: En esta sala se exhiben objetos, pinturas y acuarelas pertenecientes al periodo colonial así como del periodo republicano, en esta sala se encuentra una colección de más de 70 fotografías y daguerrotipos de hasta 145 años de antigüedad, en esta sala también se explica la transición en el nombre del municipio, desde los vocablos indígenas hasta el nombre actual.

- Sala 3 - Identidades Madrileñas: Esta sala esta destinada a exposiciones temporales de dibujo, pintura, fotografía y escultura realizadas por artistas nativos del municipio, brindando así un espacio para la visibilidad del talento local.